# Heinrich Wieleitner
Heinrich Wieleitner (* 31. Oktober 1874 in Wasserburg am Inn; † 27. Dezember 1931 in München) war ein deutscher Mathematikhistoriker.

## Leben
Wieleitner stammte aus einfachen Verhältnissen und ging auf Seminaren in Schoyten und Freising zur Schule, die der Ausbildung künftiger katholischer Pfarrer bestimmt waren. Neben einer mathematischen Begabung hatte er eine Begabung für Sprachen. Er sprach und las Latein, Griechisch, Französisch, Italienisch und Englisch. Ab 1893 studierte er Mathematik in München (was er durch Privatstunden finanzierte) und war dann nach kurzer Assistentenzeit bei Walther von Dyck Gymnasiallehrer, zuerst ab 1898 in Speyer, wo er 1900 Gymnasiallehrer wurde. Im selben Jahr wurde er bei Ferdinand Lindemann promoviert. Er war Berichterstatter für Bayern in der Zeitschrift für Mathematisch-Naturwissenschaftlichen Unterricht. 1904 nahm er am Internationalen Mathematikerkongress in Heidelberg und 1908 in Rom teil, wobei er Kontakte zu italienischen Mathematikern wie Gino Loria schuf. 1909 wurde er Gymnasialprofessor in Pirmasens. 1915 war er Rektor der Realschule in Speyer. 1920 war er Konrektor am Realgymnasium in Augsburg. 1926 wurde er Oberstudiendirektor am Neuen Realgymnasium in München. Sein Ruf als Mathematikhistoriker war damals schon so groß, dass Arnold Sommerfeld ihm die Habilitation nahelegte. Ab 1928 hielt er Vorlesungen über Geschichte der Mathematik an der Universität München. 1930 wurde er Honorarprofessor. Er war Mitglied des „Comité International des Sciences Historiques“ in Paris.
Gottwald und Ilgauds loben seine äußerst zuverlässigen historischen Studien von der Antike bis ins 19. Jahrhundert. Bortolotti schrieb in seinem Nachruf, dass er nach dem Tod von Paul Tannery, Gustaf Eneström und Hieronymus Zeuthen als bester Mathematikhistoriker galt.
Er setzte eine von Siegmund Günther und Anton von Braunmühl begonnene Mathematikgeschichte fort, die eine erschwingliche Alternative zu der umfangreichen Mathematikgeschichte von Moritz Cantor sein sollte. Unter der Hand von Wieleitner, der sich mit Eneström (einem heftigen Kritiker von Cantor) austauschte, wurde daraus eine neue eigenständige Mathematikgeschichte, die jeweils bis auf die Originalquellen zurückging. Eine kürzere Darstellung folgte später für die Sammlung Göschen.
Er gab auch Quellen heraus, wie z. B. mit Julius Ruska die Übersetzung der Trigonometrischen Lehren von al-Bīrūnī (Hannover, 1927), die Karl Schoy angefertigt hatte, und ein vierbändiges Quellenbuch zur Mathematik für den Schulgebrauch.

## Ehrungen
1919 wurde er zum Mitglied der Deutschen Akademie der Naturforscher Leopoldina gewählt.

## Schriften
- Theorie der algebraischen Kurven höherer Ordnung, Leipzig, 1905 (Sammlung Schubert)
- Spezielle ebene Kurven, Leipzig 1908 (Sammlung Schubert)
- Anton von Braunmühl. In: Bibliotheca Mathematica, 3. Folge. 1910, S. 316–330 (Digitalisat Univ. Heidelberg)
- Der Begriff der Zahl in seiner logischen und historischen Entwicklung, Leipzig, Berlin 1911, 3. Auflage 1927
- Algebraische Kurven. Teil 1, 2, Sammlung Göschen 1914, 1918, 3. Auflage 1930
- Die Geburt der modernen Mathematik. 2 Bände, Karlsruhe 1924–1925
- mit S. Günther: Geschichte der Mathematik. 2 Bände, Leipzig, Sammlung Schubert, 1908 (Günther, Band 1), 1911, 1921 (Wieleitner, Band 2 in zwei Teilen, beginnend mit Descartes)
- Geschichte der Mathematik (Neue Bearbeitung), Sammlung Göschen, 2 Bände, 1922–1923
- Mathematische Quellenbücher, 4 Bände, Berlin 1927–1929
- Zur Frühgeschichte des Imaginären, Jahresbericht DMV 1927
- Bemerkungen zu Fermats Methode der Aufsuchung von Extremwerten und der Bestimmung von Kurventangenten, Jahresbericht DMV 1929